# Vivastbo
Vivastbo är en by i Möklinta distrikt (Möklinta socken) i Sala kommun, Västmanlands län (Västmanland). Byn ligger där Länsväg 834 respektive Länsväg 840 möter Länsväg 849, cirka tio kilometer åt nordost från tätorten Möklinta.